# Weeekly
Weeekly (en hangul, 위클리) es un grupo femenino surcoreano formado por IST Entertainment. Este es el segundo grupo de chicas de IST Entertainment en 9 años, después de Apink. El grupo consiste en seis miembros; Soojin, Monday, Soeun, Jaehee, Jihan y Zoa. El grupo debutó el 30 de junio del 2020 con su miniálbum debut We Are.Finalmente el 26 de febrero de 2025, las 6 miembros restantes rescindieron de su contrato con IST Entertainment.

## Historia

### Predebut Con el programa de proyectos WEEEXLI Project
Todos los integrantes antes de comenzar (Soojin, Monday, Soeun, Jaehee, Jihan y Zoa, y Jiyoon, Y miembros adicionales Monticelli y Siri), participamos en un reality llamado WEEEXLI Project, un programa con atmósferas Las décadas de 1990 y 2000, transmitidas del 30 de diciembre de 2019 al 30 de junio de 2020 en Mnet y transmitidas todas las noches a la 1 a.m. KST. Sin embargo, el 8 de enero de 2018, Soojin se retiró debido a una lesión causada por un accidente de tránsito y tuvo que proceder a una cirugía de emergencia.
En octubre del 2018, Fave Entertainment anunció sus planes de debutar un nuevo grupo de chicas, llamado temporalmente Favegirls (페이브 걸즈). La alineación original incluía a Soojin, Jiyoon, Monday, Soeun y Jaehee. Posteriormente, el 1 de abril del 2019, el grupo fue nombrado PlayM Girls (플레이엠 걸즈), tras la fusión entre Plan A Entertainment y Fave Entertainment, las cuales crearon Play M Entertainment.

### 2020: Debut conWe AreyWe Can
El 8 de mayo del 2020, Play M Entertainment confirmó el debut de PlayM Girls en junio. El 11 de mayo, el nombre del grupo fue revelado: Weeekly, junto con las siete miembros del grupo y sus fotos de perfil.
El 12 de junio, el miniálbum debut del grupo, We Are, fue anunciado para su lanzamiento el 30 de junio, junto a una programación de su debut. 
El 30 de junio, fue lanzado el vídeo musical para «Tag Me (@Me)» la canción principal de su miniálbum. Poco después, We Are fue lanzado digitalmente, con la miembro Jiyoon siendo acreditada por participar en la escritura y composición de dos de las canciones del miniálbum. El grupo tuvo una conferencia de prensa ese mismo día. Originalmente, el grupo tenía planeado una presentación debut en vivo por V Live, sin embargo, un incendio surgió cerca del lugar de la presentación, lo cual llevó a que fuese cancelado. El 23 de agosto, Play M Entertainment anunció que el nombre oficial de su fandom será Daileee.
El grupo también ha interpretado el tema principal «Boom Chi Ki» (붐 치키) para el show de variedades My Dream is Ryan de Kakao TV. El sencillo fue lanzado el 25 de septiembre de 2020.
El grupo lanzó su segundo miniálbum, We Can, el 13 de octubre. Incluyó la pista principal «Zig Zag», la cual tiene una coreografía especial mediante el uso de cubos que mueven las miembros a través del escenario.

### 2021:We PlayyPlay Game: Holiday
El 17 de marzo de 2021, Weeekly lanzó su tercer EP We Play, con la pista principal «After School», la cual incluyó coreografías con skateboards y estilos urbanos. Luego del lanzamiento de After School, alcanzó el puesto 13 en Bugs, con ventas que excedieron a sus lanzamientos previos, vendiendo más de 20.000 copias en las primeras semanas.
El grupo lanzó el sencillo «7Days Tension"» en colaboración con la marca surcoreana de gafas Davich, el 28 de mayo. 
El grupo lanzó su cuarto EP Play Game: Holiday el 4 de agosto, con «Holiday Party» como sencillo principal.

### 2022:Play Game: Awake
El 28 de febrero de 2022, se anunció que Shin Ji-yoon tomaría una pausa temporalmente debido a la tensión y la ansiedad. 
El grupo lanzó su primer álbum sencillo Play Game: Awake el 7 de marzo, con «Ven Para» como sencillo principal. 
El 1 de junio de 2022, se confirmó que Shin Ji-yoon dejaría el grupo debido a la continua ansiedad y que Weekly continuaría como un grupo de seis miembros.

## Integrantes
- Soojin (수진) – Líder[19]
- Monday (먼데이)
- Soeun (소은)
- Jaehee (재희)
- Jihan (지한)
- Zoa (조아)

#### Exmiembro
- Jiyoon (지윤)

## Discografía

### EPs
- 2020: We Are
- 2020: We Can
- 2021: We Play
- 2021: Play Game: Holiday
- 2023: ColoRise

### Álbumes sencillos
- 2022: Play Game: Awake

### Sencillos
| Título                                                                                             | Año  | Posición más alta | Posición más alta | Posición más alta | Álbum                      |
| Título                                                                                             | Año  | COR               | COR               | EUA World         | Álbum                      |
| Título                                                                                             | Año  | Gaon              | Hot               | EUA World         | Álbum                      |
| -------------------------------------------------------------------------------------------------- | ---- | ----------------- | ----------------- | ----------------- | -------------------------- |
| «Tag Me» (@Me)                                                                                     | 2020 | —                 | —                 | —                 | We Are                     |
| «Zig Zag»                                                                                          | 2020 | —                 | —                 | —                 | We Can                     |
| «After School»                                                                                     | 2021 | 155               | —                 | 21                | We Play                    |
| «Holiday Party»                                                                                    | 2021 | —                 | —                 | —                 | Play Game: Holiday         |
| «Ven Para»                                                                                         | 2022 | —                 | —                 | —                 | Play Game: Awake           |
| «Good Day (Special Daileee)»                                                                       | 2023 | —                 | —                 | —                 | Good Day (Special Daileee) |
| «Vroom Vroom»                                                                                      | 2023 | —                 | —                 | —                 | ColoRise                   |
| «—» indica que el sencillo no alcanzó posición alguna o certificación o no fue lanzado en el país. |      |                   |                   |                   |                            |

### Otros lanzamientos
| Título                                                                                             | Año         | Posicionamiento en listas | Posicionamiento en listas | Álbum                           |
| Título                                                                                             | Año         | KOR                       | KOR Hot                   | Álbum                           |
| Promocional                                                                                        | Promocional | Promocional               | Promocional               | Promocional                     |
| -------------------------------------------------------------------------------------------------- | ----------- | ------------------------- | ------------------------- | ------------------------------- |
| «7Days Tension» (텐션업)                                                                           | 2021        | —                         | —                         | Sencillo promocional sin álbum  |
| OST                                                                                                |             |                           |                           |                                 |
| «Boom Chi Ki» (붐 치키)                                                                            | 2020        | —                         | —                         | Wannabe Ryan OST                |
| «Wake Up»                                                                                          | 2021        | —                         | —                         | Hello, Me! OST                  |
| «Best Friend (We Can)»                                                                             | 2021        | —                         | —                         | The World of My 17 Season 2 OST |
| «Love» (러브)                                                                                      | 2022        | —                         | —                         | From Kim Eana Part. 2 OST       |
| «Airplane Mode»                                                                                    | 2022        | —                         | —                         | Listen-Up EP. 1 OST             |
| «Happy Christmas»                                                                                  | 2022        | —                         | —                         | YAOKI Project Part. 1 OST       |
| «—» indica que el sencillo no alcanzó posición alguna o certificación o no fue lanzado en el país. |             |                           |                           |                                 |

## Filmografía

### Vídeos musicales
| Título          | Año  | Director(es)                      | Ref.   |
| --------------- | ---- | --------------------------------- | ------ |
| «Tag Me» (@Me)  | 2020 | Kim Jak-young (Flexible Pictures) | [ 21 ] |
| «Zig Zag»       | 2020 | Ziyong Kim (FantazyLab), Dee Shin |        |
| «After School»  | 2021 | JIMMY (VIA Productions)           | [ 22 ] |
| «7days Tension» | 2021 | JIMMY (VIA Productions)           | [ 23 ] |
| «Holiday Party» | 2021 | JIMMY (VIA Productions)           | [ 24 ] |
| «Check It Out»  | 2021 | Lee Soojin, Monday, Shin Jiyoon   | [ 25 ] |
| «Ven para»      | 2022 |                                   |        |

## Premios y nominaciones
| Año  | Premio                   | Categoría                          | Recibidor(es) | Resultado | Ref.   |
| ---- | ------------------------ | ---------------------------------- | ------------- | --------- | ------ |
| 2020 | Brand of the Year Awards | Rookie Female Idol Award           | Weeekly       | Ganador   | [ 26 ] |
| 2020 | Melon Music Awards       | New Artist of the Year - Female    | Weeekly       | Ganador   | [ 27 ] |
| 2020 | Mnet Asian Music Awards  | Best New Female Artist             | Weeekly       | Ganador   | [ 28 ] |
| 2020 | Mnet Asian Music Awards  | Artist of the Year                 | Weeekly       | Nominado  | [ 28 ] |
| 2020 | Mnet Asian Music Awards  | Worldwide Icon of the Year         | Weeekly       | Nominado  | [ 28 ] |
| 2021 | MTV Europe Music Awards  | Mejor artista coreano              | Weeekly       | Nominado  | [ 29 ] |
| 2021 | Mnet Asian Music Awards  | Worldwide Fan's Choice Top 10      | Weeekly       | Nominado  | [ 30 ] |
| 2021 | Asia Artist Awards       | Female Idol Group Popularity Award | Weeekly       | Nominado  | [ 31 ] |
| 2021 | Asia Artist Awards       | New Wave Award (cantantes)         | Weeekly       | Ganador   | [ 32 ] |